# Dyskografia Hilary Duff
To jest dyskografia amerykańskiej piosenkarki pop Hilary Duff. Zawiera trzy studyjne albumy i trzy kompilacje; czternaście singli, piętnaście teledysków oraz trzy wydania DVD.
Hilary Duff sprzedała ponad 13 milionów płyt na całym świecie.

## Albumy

### Albumy studyjne
| Rok  | Album                                                         | Pozycje w rankingach | Pozycje w rankingach | Pozycje w rankingach | Pozycje w rankingach | Pozycje w rankingach | Pozycje w rankingach | Pozycje w rankingach | Pozycje w rankingach | Pozycje w rankingach | Osiągnięcia                                                                                 |
| Rok  | Album                                                         | US                   | CAN                  | UK                   | IRL                  | ITA                  | AUS                  | MEX                  | NZ                   | JPN                  | Osiągnięcia                                                                                 |
| ---- | ------------------------------------------------------------- | -------------------- | -------------------- | -------------------- | -------------------- | -------------------- | -------------------- | -------------------- | -------------------- | -------------------- | ------------------------------------------------------------------------------------------- |
| 2003 | Metamorphosis - Debiutancki album - Wydany: 26 sierpnia 2003  | 1                    | 1                    | 69                   | 41                   | –                    | 19                   | 6                    | 20                   | 10                   | - U.S. sprzedaż: 3.7 mln. - Sprzedaż światowa: 5 mln - RIAA: 3× Platyna - CRIA: 4× Platynam |
| 2004 | Hilary Duff - Drugi album studyjny - Wydany: 28 września 2004 | 2                    | 1                    | –                    | –                    | –                    | 6                    | 2                    | 14                   | 5                    | - U.S. sprzedaż: 1.8 mln - Sprzedaż światowa: 3,6+ mln - RIAA: Platyna - CRIA: 3× Platyna   |
| 2007 | Dignity - Trzeci album studyjny - Wydany: 3 kwietnia 2007     | 3                    | 3                    | 25                   | 10                   | 8                    | 17                   | 4                    | 31                   | 12                   | - U.S. sprzedaż: 840,000+ - Sprzedaż światowa: 1,2+ mln - RIAA: Złoto                       |

### Inne albumy
| Rok  | Album | Pozycje w rankingach | Pozycje w rankingach | Pozycje w rankingach | Pozycje w rankingach | Pozycje w rankingach | Pozycje w rankingach | Pozycje w rankingach | Pozycje w rankingach | Pozycje w rankingach | Osiągnięcia                                                                                         |
| Rok  | Album | U.S.                 | CAN                  | UK                   | IRL                  | ITA                  | AUS                  | MEX                  | NZ                   | JPN                  | Osiągnięcia                                                                                         |
| ---- | --- | -------------------- | -------------------- | -------------------- | -------------------- | -------------------- | -------------------- | -------------------- | -------------------- | -------------------- | --------------------------------------------------------------------------------------------------- |
| 2002 | Santa Claus Lane - Album świąteczny - Wydany: 15 października 2002                                                    | 154                  | –                    | –                    | –                    | –                    | –                    | –                    | –                    | 134                  | - U.S. sprzedaż: 500,000 - RIAA: Złot                                                               |
| 2005 | Most Wanted - Album kompilacyjny - Wydany: 16 sierpnia 2005                                                           | 1                    | 1                    | 31                   | 8                    | 6                    | 3                    | 9                    | 10                   | 3                    | - U.S. sprzedaż: 1.3 mln - Sprzedaż światowa: 3 mln - RIAA: Platyna - BPI: Złoto - CRIA: 2× Platyna |
| 2006 | 4Ever - Album kompilacyjny - Wydany: 12 maja 2006 (tylko we Włoszech)                                                 | –                    | –                    | –                    | –                    | 12                   | –                    | –                    | –                    | –                    | - Włochy sprzedaż: 100,000 - FIMI: Platyna                                                          |
| 2008 | Best of Hilary Duff - Greatest hits album - Wydany: 11 listopada 2008                                                 | 125                  | 86                   | 144                  | –                    | 41                   | –                    | 53                   | –                    | 32                   | - US sprzedaż: N/A - RIAA: N/A                                                                      |
| 2009 | Live at Gibson Amphitheatre: August 15th, 2007 - Live album, tylko w iTunes - Wydany: 23 listopada 2009 (tylko w USA) | –                    | –                    | –                    | –                    | –                    | –                    | –                    | –                    | –                    | - US sprzedaż: N/A - RIAA: N/A                                                                      |

## Single
| Rok  | Tytuł                                         | Pozycja w rankingach | Pozycja w rankingach | Pozycja w rankingach | Pozycja w rankingach | Pozycja w rankingach | Pozycja w rankingach | Pozycja w rankingach | Pozycja w rankingach | Pozycja w rankingach | Pozycja w rankingach | Pozycja w rankingach | Pozycja w rankingach | Pozycja w rankingach | Pozycja w rankingach | Pozycja w rankingach | Album                                   |
| Rok  | Tytuł                                         | U.S.                 | U.S. top 40/Pop      | U.S. Dance           | CAN                  | UK                   | IRL                  | NL                   | SUI                  | AUS                  | NZ                   | GER                  | TW                   | FRA                  | MX                   | LT                   | Album                                   |
| ---- | --------------------------------------------- | -------------------- | -------------------- | -------------------- | -------------------- | -------------------- | -------------------- | -------------------- | -------------------- | -------------------- | -------------------- | -------------------- | -------------------- | -------------------- | -------------------- | -------------------- | --------------------------------------- |
| 2003 | „Why Not”                                     | –                    | –                    | –                    | –                    | 18                   | –                    | 20                   | –                    | 14                   | 15                   | –                    | –                    | –                    | 22                   | –                    | The Lizzie McGuire Movie soundtrack     |
| 2003 | „So Yesterday”                                | 42                   | 15                   | –                    | 2                    | 9                    | 6                    | 5                    | 28                   | 8                    | 23                   | 13                   | 1                    | 8                    | 8                    | 5                    | Metamorphosis                           |
| 2004 | „Come Clean”                                  | 35                   | 9                    | –                    | 7                    | 18                   | 16                   | 8                    | 78                   | 17                   | 17                   | 12                   | 46                   | 29                   | 6                    | 40                   | Metamorphosis                           |
| 2004 | "Our Lips Are Sealed” (featuring Haylie Duff) | –                    | –                    | –                    | 7                    | 8                    | –                    | –                    | –                    | 8                    | –                    | –                    | –                    | –                    | 6                    | –                    | A Cinderella Story: Original Soundtrack |
| 2004 | "Little Voice”                                | –                    | –                    | –                    | 29                   | –                    | –                    | –                    | –                    | 29                   | –                    | –                    | –                    | –                    | –                    | –                    | Metamorphosis                           |
| 2004 | "Fly”                                         | –                    | 29                   | –                    | –                    | –                    | –                    | 36                   | –                    | 21                   | 24                   | 42                   | 4                    | –                    | 11                   | –                    | Hilary Duff                             |
| 2005 | "Someone’s Watching over Me” 1                | –                    | –                    | –                    | –                    | –                    | –                    | –                    | –                    | 22                   | –                    | –                    | –                    | –                    | –                    | –                    | Hilary Duff                             |
| 2005 | „Wake Up”                                     | 29                   | 22                   | –                    | 4                    | 7                    | 5                    | 38                   | 31                   | 15                   | 24                   | 32                   | 1                    | 24                   | 9                    | 9                    | Most Wanted                             |
| 2005 | „Beat of My Heart”                            | –                    | –                    | –                    | –                    | –                    | –                    | –                    | 89                   | 13                   | –                    | –                    |                      | –                    | 11                   | –                    | Most Wanted                             |
| 2006 | "Fly”                                         | –                    | –                    | –                    | –                    | 17                   | 10                   | –                    | –                    | –                    | –                    | –                    | 10                   | –                    | –                    | –                    | Most Wanted                             |
| 2006 | "Play with Fire”                              | –                    | –                    | 31                   | –                    | –                    | –                    | –                    | –                    | –                    | –                    | –                    | –                    | –                    | –                    | –                    | Dignity                                 |
| 2007 | "With Love”                                   | 24                   | 17                   | 1                    | –                    | 29                   | 26                   | –                    | –                    | 22                   | 27                   | 19                   | 1                    | –                    | 25                   | –                    | Dignity                                 |
| 2007 | "Stranger”                                    | 97                   | 83                   | 1                    | 86                   | –                    | –                    | –                    | –                    | 49                   | 1                    | –                    | 1                    | –                    | 62                   | –                    | Dignity                                 |
| 2008 | „Reach Out”                                   | bd.                  | bd.                  | 1                    | bd.                  | bd.                  | bd.                  | bd.                  | bd.                  | 51                   | 1                    | bd.                  | bd.                  | bd.                  | bd.                  | bd.                  | Best Of                                 |
|      | TOP10                                         | –                    | 1                    | 3                    | 4                    | 3                    | 3                    | 2                    | –                    | 2                    | 2                    | –                    | 5                    | 1                    | 4                    | 2                    |                                         |
|      | TOP20                                         | –                    | 3                    | 3                    | 4                    | 6                    | 4                    | 3                    | –                    | 6                    | 4                    | 3                    | 5                    | 1                    | 6                    | 2                    |                                         |

Przypisy
1 Wydany tylko w Australii.

### Inne
Do poniższych singli nie zostały nakręcone teledyski. Puszczano je tylko w radiu tylko w niektórych krajach.
- „Santa Claus Lane” (7 października 2002)
- „Tell Me a Story (About the Night Before)” (29 listopada 2002)
- „Little Voice” (15 czerwca 2004) – wydanie australijskie
- „The Getaway” (2004) – wydanie radiowe w Ameryce Północnej
- „I Am” (2004) – wydanie Radio Disney
- „Weird” (2004) – wydanie radiowe w Hiszpanii
- „Supergirl” (28 lutego 2006) – wydanie amerykańskie

## Soundtracki
| Rok  | Tytuł piosenki                                             | Film                                    |
| ---- | ---------------------------------------------------------- | --------------------------------------- |
| 2002 | „The Tiki Tiki Tiki Room”                                  | DisneyMania                             |
| 2003 | „Leader of the Pack”                                       | American Dreams                         |
| 2003 | „What Dreams Are Made Of” (with Yani Gellman)              | Lizzie McGuire                          |
| 2003 | „A Day in the Sun”                                         | Metamorphosis (utwór dodatkowy)         |
| 2004 | „The Siamese Cat Song” (with Haylie Duff)                  | DisneyMania 2                           |
| 2004 | „Circle of Life” (with the Disney Channel Circle of Stars) | DisneyMania 2                           |
| 2004 | „Now You Know”                                             | A Cinderella Story: Original Soundtrack |
| 2004 | „Anywhere But Here”                                        | A Cinderella Story: Original Soundtrack |
| 2004 | „Crash World”                                              | A Cinderella Story: Original Soundtrack |
| 2004 | „Fly”                                                      | Szansa na sukces                        |
| 2004 | „Jericho”                                                  | Szansa na sukces                        |
| 2004 | "Someone’s Watching over Me”                               | Szansa na sukces                        |
| 2006 | „Material Girl” (with Haylie Duff)                         | Dziedziczki                             |
| 2008 | „I Want To Blow You Up”                                    | Wojenny biznes                          |
| 2008 | „Boom Boom Bang Bang”                                      | Wojenny biznes                          |
| 2008 | „Your Phone Cut Out”                                       | Wojenny biznes                          |
| 2009 | „Any Other Day”                                            | What Goes Up: Original Soundtrack       |

## Teledyski
| Rok  | Singel                                                      | Reżyser         | Źródła                                                                                                   |
| ---- | ----------------------------------------------------------- | --------------- | --- |
| 2002 | "Tell Me a Story (About the Night Before)"(with Lil’ Romeo) | N/A             | |
| 2002 | "I Can’t Wait"                                              | N/A             | Disney Channel Hits: Take 1 [DVD], Hilary Duff: All Access Pass                                          |
| 2003 | "Why Not"                                                   | Elliott Lester  | Dignity Deluxe Edition, Most Wanted Japanese Edition, Hilary Duff: All Access Pass, Lizzie McGuire [DVD] |
| 2003 | "So Yesterday"                                              | Chris Applebaum | Dignity Deluxe Edition, Most Wanted Japanese Edition, Hilary Duff: All Access Pass, 4Ever Hilary Duff    |
| 2004 | "Come Clean"                                                | Dave Meyers     | Dignity Deluxe Edition, Most Wanted Japanese Edition, Hilary Duff: The Girl Can Rock, 4Ever Hilary Duff  |
| 2004 | "Our Lips Are Sealed"                                       | Chris Applebaum | Dignity Deluxe Edition, Most Wanted Japanese Edition, Historia Kopciuszka [DVD], 4Ever Hilary Duff       |
| 2004 | "Fly"                                                       | Chris Applebaum | Dignity Deluxe Edition, Most Wanted Japanese Edition, Hilary Duff: Learning to Fly, 4Ever Hilary Duff    |
| 2005 | "Wake Up"                                                   | Marc Webb       | Dignity Deluxe Edition, Most Wanted Japanese Edition, 4Ever Hilary Duff                                  |
| 2005 | "Beat of My Heart"                                          | Phil Harder     | Dignity Deluxe Edition, 4Ever Hilary Duff                                                                |
| 2006 | "Play with Fire"                                            | Alex and Martin | Dignity Deluxe Edition, Material Girls [DVD]                                                             |
| 2007 | "With Love"                                                 | Matthew Rolston | Dignity Deluxe Edition                                                                                   |
| 2007 | "Stranger”                                                  | Fatima Robinson | |
| 2007 | "I Want To Blow You Up" (Nakręcony, ale nie opublikowany)   | N/A             | |
| 2008 | "Reach Out"                                                 | Philip Andelman | |

## Płyty DVD
| Rok  | Tytuł                            |
| ---- | -------------------------------- |
| 2003 | „Hilary Duff: All Access Pass”   |
| 2004 | „Hilary Duff: The Girl Can Rock” |
| 2004 | „Hilary Duff: Learning to Fly”   |